# Danh sách cầu thủ tham dự Giải vô địch bóng đá nữ U-20 thế giới 2012
Dưới đây là danh sách cầu thủ tham dự Giải vô địch bóng đá nữ U-20 thế giới 2012 được tổ chức tại Nhật Bản. Mỗi đội được phép đăng ký 21 người, và phải chốt danh sách lên FIFA.

## Bảng A

### Nhật Bản
Huấn luyện viên: Yoshida Hiroshi
| 0#0 | Vị trí | Cầu thủ           | Ngày sinh và tuổi          | Câu lạc bộ                    |
| --- | ------ | ----------------- | -------------------------- | ----------------------------- |
| 1   | TM     | Ikeda Sakiko      | 8 tháng 9, 1992 (19 tuổi)  | Urawa Red Diamonds Ladies     |
| 2   | TV     | Katō Chika        | 28 tháng 2, 1994 (18 tuổi) | Urawa Red Diamonds Ladies     |
| 3   | HV     | Kinoshita Shiori  | 17 tháng 8, 1992 (20 tuổi) | NTV Beleza                    |
| 4   | HV     | Sakamoto Riho     | 7 tháng 7, 1992 (20 tuổi)  | Urawa Red Diamonds Ladies     |
| 5   | HV     | Hamada Haruka     | 26 tháng 1, 1993 (19 tuổi) | Speranza F.C. Osaka Takatsuki |
| 6   | TV     | Nakada Ayu        | 15 tháng 8, 1993 (19 tuổi) | INAC Kobe Leonessa            |
| 7   | TV     | Fujita Nozomi (c) | 21 tháng 2, 1992 (20 tuổi) | Urawa Red Diamonds Ladies     |
| 8   | TV     | Naomoto Hikaru    | 3 tháng 3, 1994 (18 tuổi)  | Urawa Red Diamonds Ladies     |
| 9   | TV     | Tanaka Yōko       | 30 tháng 7, 1993 (19 tuổi) | INAC Kobe Leonessa            |
| 10  | TĐ     | Yokoyama Kumi     | 13 tháng 8, 1993 (19 tuổi) | Okayama Yunogo Belle          |
| 11  | TĐ     | Tanaka Mina       | 28 tháng 4, 1994 (18 tuổi) | NTV Beleza                    |
| 12  | TM     | Takenaka Rei      | 18 tháng 5, 1992 (20 tuổi) | INAC Kobe Leonessa            |
| 13  | TĐ     | Michigami Ayaka   | 27 tháng 7, 1994 (18 tuổi) | Tokiwagi Gakuen               |
| 14  | TV     | Shibata Hanae     | 27 tháng 7, 1992 (20 tuổi) | Urawa Red Diamonds Ladies     |
| 15  | HV     | Nakamura Yushika  | 21 tháng 8, 1992 (19 tuổi) | Đại học Kanto Gakuen          |
| 16  | HV     | Wada Naoko        | 24 tháng 5, 1993 (19 tuổi) | Urawa Red Diamonds Ladies     |
| 17  | HV     | Takagi Hikari     | 21 tháng 5, 1993 (19 tuổi) | Đại học Waseda                |
| 18  | TĐ     | Nishikawa Asuka   | 22 tháng 4, 1992 (20 tuổi) | FC Takahashi                  |
| 19  | TV     | Nakasato Yu       | 14 tháng 7, 1994 (18 tuổi) | NTV Beleza                    |
| 20  | HV     | Dokō Mayo         | 3 tháng 5, 1996 (16 tuổi)  | NTV Beleza                    |
| 21  | TM     | Mochizuki Arisa   | 15 tháng 4, 1994 (18 tuổi) | NTV Menina                    |

### México
Huấn luyện viên: Leonardo Cuéllar
| 0#0 | Vị trí | Cầu thủ             | Ngày sinh và tuổi           | Câu lạc bộ                    |
| --- | ------ | ------------------- | --------------------------- | ----------------------------- |
| 1   | TM     | Cecilia Santiago    | 19 tháng 10, 1994 (17 tuổi) | Santos Laguna                 |
| 2   | HV     | Arianna Romero      | 29 tháng 7, 1992 (20 tuổi)  | Đại học Nebraska–Lincoln      |
| 3   | HV     | Christina Murillo   | 28 tháng 1, 1993 (19 tuổi)  | Đại học Michigan              |
| 4   | HV     | Bianca Sierra       | 25 tháng 6, 1992 (20 tuổi)  | Đại học Auburn                |
| 5   | HV     | Valeria Miranda     | 18 tháng 8, 1992 (20 tuổi)  | UNAM                          |
| 6   | TV     | Olivia Jiménez      | 26 tháng 2, 1992 (20 tuổi)  | Arizona Rush                  |
| 7   | TV     | Nayeli Rangel (c)   | 28 tháng 2, 1992 (20 tuổi)  | UANL                          |
| 8   | TĐ     | Ariana Martínez     | 25 tháng 1, 1992 (20 tuổi)  | Đại học California, Berkeley  |
| 9   | TĐ     | Sofía Huerta        | 14 tháng 12, 1992 (19 tuổi) | Santa Clara                   |
| 10  | TV     | Natalia Gómez-Junco | 9 tháng 10, 1992 (19 tuổi)  | Đại học Memphis               |
| 11  | TĐ     | Chrystal Martínez   | 12 tháng 10, 1993 (18 tuổi) | American River College        |
| 12  | TM     | Alejandra Gutiérrez | 2 tháng 7, 1994 (18 tuổi)   | Selección Morelos             |
| 13  | HV     | Ashley Kotero       | 23 tháng 11, 1992 (19 tuổi) | Auburn                        |
| 14  | HV     | Kenia Sánchez       | 25 tháng 3, 1992 (20 tuổi)  | Juventus Femenil Tijuana      |
| 15  | HV     | Mariel Gutiérrez    | 6 tháng 8, 1994 (18 tuổi)   | Andrea's Soccer               |
| 16  | HV     | Amber Hernández     | 14 tháng 7, 1993 (19 tuổi)  | South Valley Chivas           |
| 17  | TV     | Amanda Pérez        | 31 tháng 7, 1994 (18 tuổi)  | PSV Union                     |
| 18  | TV     | Yamile Franco       | 7 tháng 7, 1992 (20 tuổi)   | Andrea's Soccer               |
| 19  | TĐ     | Tanya Samarzich     | 28 tháng 12, 1994 (17 tuổi) | Legends FC                    |
| 20  | TĐ     | Daniela Solís       | 19 tháng 4, 1993 (19 tuổi)  | Portland State                |
| 21  | TM     | Itzel González      | 14 tháng 8, 1994 (18 tuổi)  | Đại học California, San Diego |

### New Zealand
Huấn luyện viên: Aaron McFarland
| 0#0 | Vị trí | Cầu thủ             | Ngày sinh và tuổi           | Câu lạc bộ         |
| --- | ------ | ------------------- | --------------------------- | ------------------ |
| 1   | TM     | Erin Nayler         | 17 tháng 4, 1992 (20 tuổi)  | Eastern Suburbs    |
| 2   | HV     | Bridgette Armstrong | 11 tháng 9, 1992 (19 tuổi)  | Glenfield Rovers   |
| 3   | TV     | Rebecca Burrows     | 29 tháng 8, 1994 (17 tuổi)  | Three Kings United |
| 4   | TV     | Nadia Pearl         | 20 tháng 10, 1992 (19 tuổi) | Three Kings United |
| 5   | TV     | Tayla O'Brien       | 6 tháng 7, 1994 (18 tuổi)   | Lynn-Avon United   |
| 6   | TV     | Evie Millynn        | 23 tháng 11, 1994 (17 tuổi) | Eastern Suburbs    |
| 7   | HV     | Holly Patterson     | 16 tháng 4, 1994 (18 tuổi)  | Claudelands Rovers |
| 8   | TV     | Olivia Chance       | 5 tháng 10, 1993 (18 tuổi)  | Claudelands Rovers |
| 9   | TV     | Georgia Brown       | 18 tháng 10, 1993 (18 tuổi) | Three Kings United |
| 10  | TV     | Kate Loye           | 15 tháng 5, 1993 (19 tuổi)  | Claudelands Rovers |
| 11  | TĐ     | Katie Rood          | 2 tháng 9, 1992 (19 tuổi)   | Lincoln Ladies     |
| 12  | TĐ     | Steph Skilton       | 27 tháng 10, 1994 (17 tuổi) | Glenfield Rovers   |
| 13  | TĐ     | Rosie White (c)     | 6 tháng 6, 1993 (19 tuổi)   | UCLA               |
| 14  | TV     | Katie Bowen         | 15 tháng 4, 1994 (18 tuổi)  | Glenfield Rovers   |
| 15  | HV     | Tessa Berger        | 2 tháng 9, 1994 (17 tuổi)   | Fencibles United   |
| 16  | HV     | Ashleigh Ward       | 18 tháng 8, 1994 (18 tuổi)  | Glenfield Rovers   |
| 17  | TĐ     | Hannah Wilkinson    | 28 tháng 5, 1992 (20 tuổi)  | Tennessee          |
| 18  | HV     | Caitlin Smallfield  | 27 tháng 8, 1994 (17 tuổi)  | Glenfield Rovers   |
| 19  | TV     | Lucy Carter         | 19 tháng 8, 1993 (19 tuổi)  | Fencibles United   |
| 20  | TM     | Corina Brown        | 1 tháng 2, 1994 (18 tuổi)   | Three Kings United |
| 21  | TM     | Jess Reddaway       | 12 tháng 1, 1994 (18 tuổi)  | Lynn-Avon United   |

### Thụy Sĩ
Huấn luyện viên: Yannick Schwery
| 0#0 | Vị trí | Cầu thủ           | Ngày sinh và tuổi           | Câu lạc bộ       |
| --- | ------ | ----------------- | --------------------------- | ---------------- |
| 1   | TM     | Pascale Küffer    | 13 tháng 11, 1992 (19 tuổi) | VfL Sindelfingen |
| 2   | TV     | Audrey Wuichet    | 29 tháng 6, 1995 (17 tuổi)  | Yverdon Féminin  |
| 3   | HV     | Carolyn Mallaun   | 30 tháng 3, 1992 (20 tuổi)  | Yverdon Féminin  |
| 4   | HV     | Carina Gerber (c) | 8 tháng 5, 1993 (19 tuổi)   | Young Boys       |
| 5   | TV     | Anja Thürig       | 3 tháng 5, 1995 (17 tuổi)   | Grasshopper      |
| 6   | TV     | Lia Wälti         | 19 tháng 4, 1993 (19 tuổi)  | Young Boys       |
| 7   | TV     | Cinzia Jörg       | 23 tháng 5, 1992 (20 tuổi)  | St. Gallen       |
| 8   | TV     | Egzona Seljimi    | 13 tháng 9, 1993 (18 tuổi)  | Zürich Frauen    |
| 9   | TĐ     | Eseosa Aigbogun   | 23 tháng 5, 1993 (19 tuổi)  | Basel            |
| 10  | TV     | Mirnije Selimi    | 22 tháng 10, 1996 (15 tuổi) | Grasshopper      |
| 11  | TĐ     | Cora Canetta      | 6 tháng 1, 1992 (20 tuổi)   | Zürich Frauen    |
| 12  | TM     | Nadine Böni       | 3 tháng 5, 1994 (18 tuổi)   | Kriens           |
| 13  | TĐ     | Sabrina Ribeaud   | 7 tháng 5, 1995 (17 tuổi)   | Basel            |
| 14  | TV     | Nadine Fässler    | 7 tháng 8, 1993 (19 tuổi)   | St. Gallen       |
| 15  | HV     | Sarina Schenkel   | 5 tháng 8, 1993 (19 tuổi)   | Young Boys       |
| 16  | TV     | Carmen Pulver     | 16 tháng 9, 1995 (16 tuổi)  | Grasshopper      |
| 17  | HV     | Fabienne Rochaix  | 30 tháng 9, 1994 (17 tuổi)  | Grasshopper      |
| 18  | TV     | Natasha Gensetter | 4 tháng 12, 1993 (18 tuổi)  | Grasshopper      |
| 19  | TV     | Karin Bernet      | 30 tháng 11, 1994 (17 tuổi) | Zürich Frauen    |
| 20  | HV     | Noëlle Maritz     | 23 tháng 12, 1995 (16 tuổi) | Zürich Frauen    |
| 21  | TM     | Sina Autino       | 25 tháng 5, 1992 (20 tuổi)  | Basel            |

## Bảng B

### Brasil
Huấn luyện viên: Caio Couto
| 0#0 | Vị trí | Cầu thủ           | Ngày sinh và tuổi           | Câu lạc bộ               |
| --- | ------ | ----------------- | --------------------------- | ------------------------ |
| 1   | TM     | Daniele           | 21 tháng 3, 1993 (19 tuổi)  |                          |
| 2   | HV     | Giovanna Oliveira | 28 tháng 8, 1992 (19 tuổi)  | São José                 |
| 3   | HV     | Ingrid            | 8 tháng 10, 1993 (18 tuổi)  | Juventus                 |
| 4   | HV     | Tayla             | 9 tháng 5, 1992 (20 tuổi)   |                          |
| 5   | TV     | Maria             | 7 tháng 7, 1993 (19 tuổi)   | Vitória                  |
| 6   | HV     | Andressa          | 10 tháng 11, 1992 (19 tuổi) | Foz Cataratas            |
| 7   | TĐ     | Ketlen            | 7 tháng 1, 1992 (20 tuổi)   | Vitória das Tabocas      |
| 8   | TV     | Lucimara          | 14 tháng 4, 1993 (19 tuổi)  | Atlético Mineiro         |
| 9   | TĐ     | Glaucia           | 30 tháng 1, 1993 (19 tuổi)  | Hyundai Steel Red Angels |
| 10  | TV     | Beatriz           | 17 tháng 12, 1993 (18 tuổi) | Vitória das Tabocas      |
| 11  | TĐ     | Thaís Guedes (c)  | 20 tháng 1, 1993 (19 tuổi)  | Vitória das Tabocas      |
| 12  | TM     | Letícia           | 13 tháng 8, 1994 (18 tuổi)  | Vitória das Tabocas      |
| 13  | HV     | Caroline          | 14 tháng 5, 1993 (19 tuổi)  | Coritiba                 |
| 14  | HV     | Amanda            | 23 tháng 2, 1993 (19 tuổi)  | Foz Cataratas            |
| 15  | HV     | Patricia          | 4 tháng 5, 1994 (18 tuổi)   | Vitória                  |
| 16  | HV     | Jucinara          | 3 tháng 8, 1993 (19 tuổi)   |                          |
| 17  | TĐ     | Giovanna          | 23 tháng 2, 1993 (19 tuổi)  | Foz Cataratas            |
| 18  | TV     | Luana             | 2 tháng 5, 1993 (19 tuổi)   |                          |
| 19  | TĐ     | Carol Baiana      | 28 tháng 10, 1994 (17 tuổi) | Vitória                  |
| 20  | TV     | Bruna             | 7 tháng 7, 1992 (20 tuổi)   | Manchester               |
| 21  | TM     | Monique           | 5 tháng 3, 1992 (20 tuổi)   |                          |

### Hàn Quốc
Huấn luyện viên: Jong Song-Chon
| 0#0 | Vị trí | Cầu thủ          | Ngày sinh và tuổi           | Câu lạc bộ                            |
| --- | ------ | ---------------- | --------------------------- | ------------------------------------- |
| 1   | TM     | Jeon Ha-Neul     | 6 tháng 7, 1992 (20 tuổi)   | Viện Công nghệ Yeojoo                 |
| 2   | HV     | Seo Hyun-Sook    | 6 tháng 1, 1992 (20 tuổi)   | Goyang Daekyo Noonnoppi               |
| 3   | HV     | Jang Sel-Gi      | 31 tháng 5, 1994 (18 tuổi)  | Trung học Nữ sinh Gangil              |
| 4   | HV     | Choi So-Mi       | 22 tháng 6, 1992 (20 tuổi)  | Viện Công nghệ Yeojoo                 |
| 5   | HV     | Kim Ji-Hye       | 4 tháng 5, 1992 (20 tuổi)   | Đại học Nữ sinh Hanyang               |
| 6   | HV     | Shin Dam-Yeong   | 2 tháng 10, 1993 (18 tuổi)  | Cao đẳng Ulsan                        |
| 7   | TV     | Lee Young-Ju (c) | 22 tháng 4, 1992 (20 tuổi)  | Đại học Nữ sinh Hanyang               |
| 8   | TV     | Lee Jung-Eun     | 15 tháng 12, 1993 (18 tuổi) | Đại học Nữ sinh Hanyang               |
| 9   | TĐ     | Moon Mi-Ra       | 28 tháng 2, 1992 (20 tuổi)  | Hyundai Steel Red Angels              |
| 10  | TĐ     | Yeo Min-Ji       | 27 tháng 4, 1993 (19 tuổi)  | Cao đẳng Ulsan                        |
| 11  | TĐ     | Jeoun Eun-Ha     | 28 tháng 1, 1993 (19 tuổi)  | Cao đẳng Tỉnh Gangwon                 |
| 12  | TV     | Choe Yu-Ri       | 16 tháng 9, 1994 (17 tuổi)  | Trung học Công nghệ thông tin Hyundai |
| 13  | TV     | Kim A-Reum       | 7 tháng 8, 1993 (19 tuổi)   | Cao đẳng Ulsan                        |
| 14  | TV     | Lee So-Dam       | 12 tháng 10, 1994 (17 tuổi) | Trung học Công nghệ thông tin Hyundai |
| 15  | TĐ     | Choi Yoo-Jung    | 25 tháng 1, 1992 (20 tuổi)  | Suwon FMC                             |
| 16  | TV     | Kim Ji-Eun       | 16 tháng 11, 1992 (19 tuổi) | Cao đẳng Tỉnh Gangwon                 |
| 17  | HV     | Kim Hye-Yeong    | 26 tháng 2, 1995 (17 tuổi)  | Trung học Công nghệ thông tin Hyundai |
| 18  | TM     | Shim Dan-Bi      | 18 tháng 1, 1993 (19 tuổi)  | Cao đẳng Ulsan                        |
| 19  | HV     | Kim Du-Ri        | 2 tháng 3, 1994 (18 tuổi)   | Trung học Công nghệ thông tin Hyundai |
| 20  | TĐ     | Lee Geum-Min     | 7 tháng 4, 1994 (18 tuổi)   | Trung học Công nghệ thông tin Hyundai |
| 21  | TM     | Min Yu-Kyeong    | 9 tháng 6, 1995 (17 tuổi)   | Gwangyang Girls' High School          |

### Nigeria
Huấn luyện viên: Okon Edwin
| 0#0 | Vị trí | Cầu thủ               | Ngày sinh và tuổi           | Câu lạc bộ        |
| --- | ------ | --------------------- | --------------------------- | ----------------- |
| 1   | TM     | Ibubeleye Whyte       | 9 tháng 1, 1992 (20 tuổi)   | River Angels      |
| 2   | HV     | Blessing Edoho        | 5 tháng 9, 1992 (19 tuổi)   | Pelican Stars     |
| 3   | HV     | Gloria Ofoegbu (c)    | 3 tháng 1, 1992 (20 tuổi)   | River Angels      |
| 4   | HV     | Ugo Njoku             | 27 tháng 11, 1994 (17 tuổi) | River Angels      |
| 5   | TV     | Cecilia Nku           | 26 tháng 10, 1992 (19 tuổi) | Bayelsa Queens    |
| 6   | HV     | Jennifer Osawaru      | 7 tháng 1, 1992 (20 tuổi)   | River Angels      |
| 7   | TĐ     | Esther Sunday         | 13 tháng 3, 1992 (20 tuổi)  | Sunshine Queens   |
| 8   | TĐ     | Ebere Orji            | 23 tháng 12, 1992 (19 tuổi) | River Angels      |
| 9   | TĐ     | Desire Oparanozie     | 17 tháng 12, 1993 (18 tuổi) | Delta Queens      |
| 10  | TV     | Ngozi Okobi           | 14 tháng 12, 1993 (18 tuổi) | Delta Queens      |
| 11  | TĐ     | Winifred Eyebhoria    | 14 tháng 2, 1994 (18 tuổi)  | River Angels      |
| 12  | TM     | Chioma Nwankwo        | 9 tháng 11, 1992 (19 tuổi)  | Pelican Stars     |
| 13  | HV     | Fasilat Adeyemo       | 22 tháng 12, 1994 (17 tuổi) | Confluence Queens |
| 14  | TV     | Asisat Oshoala        | 9 tháng 10, 1994 (17 tuổi)  | FC Robo           |
| 15  | HV     | Josephine Chukwunonye | 19 tháng 3, 1992 (20 tuổi)  | River Angels      |
| 16  | TV     | Osarenoma Igbinovia   | 5 tháng 6, 1996 (16 tuổi)   | Inneh Queens      |
| 17  | TĐ     | Francisca Ordega      | 19 tháng 10, 1993 (18 tuổi) | River Angels      |
| 18  | TĐ     | Charity Adule         | 7 tháng 11, 1993 (18 tuổi)  | Bayelsa Queens    |
| 19  | TĐ     | Abosede Olukayode     | 14 tháng 6, 1994 (18 tuổi)  | Cerezo Angels     |
| 20  | HV     | Chidinma Okoro        | 15 tháng 8, 1992 (20 tuổi)  | River Angels      |
| 21  | TM     | Damilola Akano        | 30 tháng 12, 1993 (18 tuổi) | Sunshine Queens   |

### Ý
Huấn luyện viên: Corrado Corradini
| 0#0 | Vị trí | Cầu thủ              | Ngày sinh và tuổi           | Câu lạc bộ       |
| --- | ------ | -------------------- | --------------------------- | ---------------- |
| 1   | TM     | Chiara Valzolgher    | 8 tháng 1, 1992 (20 tuổi)   | Südtirol         |
| 2   | HV     | Cecilia Salvai       | 2 tháng 12, 1993 (18 tuổi)  | Torino           |
| 3   | HV     | Michela Ledri        | 12 tháng 5, 1992 (20 tuổi)  | Bardolino        |
| 4   | TV     | Michela Franco       | 27 tháng 1, 1992 (20 tuổi)  | Torino           |
| 5   | HV     | Francesca Vitale     | 28 tháng 3, 1992 (20 tuổi)  | Milan            |
| 6   | HV     | Roberta Filippozzi   | 10 tháng 3, 1992 (20 tuổi)  | Napoli           |
| 7   | TĐ     | Elisa Lecce          | 3 tháng 2, 1993 (19 tuổi)   | Napoli           |
| 8   | TV     | Claudia Mauri        | 18 tháng 12, 1992 (19 tuổi) | Mozzanica        |
| 9   | TV     | Lisa Alborghetti     | 19 tháng 6, 1993 (19 tuổi)  | Brescia          |
| 10  | TV     | Martina Rosucci (c)  | 9 tháng 5, 1992 (20 tuổi)   | Brescia          |
| 11  | TĐ     | Katia Coppola        | 5 tháng 5, 1993 (19 tuổi)   | Como 2000        |
| 12  | TM     | Laura Giuliani       | 5 tháng 6, 1993 (19 tuổi)   | Como 2000        |
| 13  | HV     | Valentina Pedretti   | 5 tháng 10, 1993 (18 tuổi)  | Brescia          |
| 14  | HV     | Elena Linari         | 15 tháng 4, 1994 (18 tuổi)  | Firenze          |
| 15  | TV     | Federica Di Criscio  | 12 tháng 5, 1993 (19 tuổi)  | Bardolino        |
| 16  | HV     | Ana Carolina Cannone | 21 tháng 2, 1995 (17 tuổi)  | Como 2000        |
| 17  | TĐ     | Sofia Luciani        | 31 tháng 1, 1993 (19 tuổi)  | Jesina           |
| 18  | TV     | Cecilia Re           | 28 tháng 3, 1994 (18 tuổi)  | Fiammamonza 1970 |
| 19  | TĐ     | Luisa Pugnali        | 20 tháng 3, 1994 (18 tuổi)  | Grifo Perugia    |
| 20  | TV     | Arianna Ferrati      | 3 tháng 1, 1995 (17 tuổi)   | Firenze          |
| 21  | TM     | Valentina Casaroli   | 9 tháng 7, 1993 (19 tuổi)   | Roma             |

## Bảng C

### Argentina
Huấn luyện viên: Jose Carlos Borrello
| 0#0 | Vị trí | Cầu thủ              | Ngày sinh và tuổi           | Câu lạc bộ    |
| --- | ------ | -------------------- | --------------------------- | ------------- |
| 1   | TM     | Laurina Oliveros (c) | 10 tháng 9, 1993 (18 tuổi)  | UAI Urquiza   |
| 2   | HV     | Agustina Barroso     | 20 tháng 5, 1993 (19 tuổi)  | UAI Urquiza   |
| 3   | HV     | Noelia Espíndola     | 6 tháng 4, 1992 (20 tuổi)   | San Lorenzo   |
| 4   | HV     | Yanina Hernández     | 4 tháng 5, 1992 (20 tuổi)   |               |
| 5   | TV     | Camila Gómez Ares    | 26 tháng 10, 1994 (17 tuổi) | River Plate   |
| 6   | HV     | Adriana Sachs        | 25 tháng 12, 1993 (18 tuổi) | Huracán       |
| 7   | TĐ     | Betina Soriano       | 1 tháng 3, 1994 (18 tuổi)   | Belgrano      |
| 8   | TV     | Micaela Sandoval     | 27 tháng 1, 1992 (20 tuổi)  | Estudiantes   |
| 9   | TĐ     | Yael Oviedo          | 22 tháng 5, 1992 (20 tuổi)  | Boca Juniors  |
| 10  | TV     | Mariana Larroquette  | 24 tháng 10, 1992 (19 tuổi) | River Plate   |
| 11  | TV     | María Bonsegundo     | 14 tháng 7, 1993 (19 tuổi)  | Huracán       |
| 12  | TM     | Romina Fontana       | 30 tháng 11, 1992 (19 tuổi) |               |
| 13  | HV     | Dianela Rotela       | 10 tháng 8, 1995 (17 tuổi)  | Belgrano      |
| 14  | HV     | Constanza Vázquez    | 10 tháng 9, 1995 (16 tuổi)  | San Lorenzo   |
| 15  | TĐ     | Johanna Chamorro     | 27 tháng 4, 1992 (20 tuổi)  |               |
| 16  | TV     | Erika Cabrera        | 18 tháng 7, 1997 (15 tuổi)  | Independiente |
| 17  | TV     | Gabriela Iribarne    | 24 tháng 3, 1993 (19 tuổi)  | Rice          |
| 18  | TĐ     | Aldana Benitez       | 18 tháng 12, 1996 (15 tuổi) |               |
| 19  | TV     | Florencia Arce       | 23 tháng 5, 1994 (18 tuổi)  |               |
| 20  | TV     | Jimena Vera          | 10 tháng 1, 1992 (20 tuổi)  |               |
| 21  | TM     | Sabrina Pagliero     | 21 tháng 1, 1994 (18 tuổi)  |               |

### Canada
Huấn luyện viên: Andrew Olivieri
| 0#0 | Vị trí | Cầu thủ                     | Ngày sinh và tuổi           | Câu lạc bộ                      |
| --- | ------ | --------------------------- | --------------------------- | ------------------------------- |
| 1   | TM     | Dayle Colpitts              | 18 tháng 4, 1992 (20 tuổi)  | Virginia Tech                   |
| 2   | HV     | Jade Kovacevic              | 4 tháng 3, 1994 (18 tuổi)   | Louisiana State                 |
| 3   | HV     | Mélissa Roy                 | 2 tháng 10, 1993 (18 tuổi)  | Collège François-Xavier-Garneau |
| 4   | HV     | Rachel Melhado              | 24 tháng 9, 1992 (19 tuổi)  | Louisville                      |
| 5   | TV     | Sarah Robbins               | 30 tháng 7, 1992 (20 tuổi)  | Kansas                          |
| 6   | HV     | Shelina Zadorsky (c)        | 24 tháng 10, 1992 (19 tuổi) | Michigan                        |
| 7   | TV     | Kylie Davis                 | 22 tháng 7, 1994 (18 tuổi)  | Memphis                         |
| 8   | TV     | Danica Wu                   | 13 tháng 8, 1992 (20 tuổi)  | Ohio State                      |
| 9   | TĐ     | Christine Exeter            | 3 tháng 9, 1992 (19 tuổi)   | Louisville                      |
| 10  | TĐ     | Christabel Oduro            | 1 tháng 11, 1992 (19 tuổi)  | Memphis                         |
| 11  | TĐ     | Jenna Richardson            | 6 tháng 7, 1992 (20 tuổi)   | Oregon State                    |
| 12  | HV     | Nicole Setterlund           | 16 tháng 2, 1993 (19 tuổi)  | Washington State                |
| 13  | TĐ     | Caroline Beaulne            | 30 tháng 4, 1994 (18 tuổi)  | Saint Mary's                    |
| 14  | TV     | Constance de Chantal-Dumont | 11 tháng 3, 1992 (20 tuổi)  | Université de Montréal          |
| 15  | HV     | Vanessa Legault-Cordisco    | 5 tháng 11, 1992 (19 tuổi)  | Marquette                       |
| 16  | TV     | Jaclyn Sawicki              | 14 tháng 11, 1992 (19 tuổi) | Victoria                        |
| 17  | TĐ     | Nkem Ezurike                | 19 tháng 3, 1992 (20 tuổi)  | Michigan                        |
| 18  | TM     | Sabrina D'Angelo            | 11 tháng 5, 1993 (19 tuổi)  | Nam Carolina                    |
| 19  | TĐ     | Adriana Leon                | 2 tháng 10, 1992 (19 tuổi)  | Đại học Florida                 |
| 20  | TV     | Catherine Charron-Delage    | 15 tháng 6, 1992 (20 tuổi)  | Université de Montréal          |
| 21  | TM     | Geneviève Richard           | 17 tháng 8, 1992 (20 tuổi)  | Đại học Wisconsin–Madison       |

### CHDCND Triều Tiên
Huấn luyện viên: Sin Ui-gun
| 0#0 | Vị trí | Cầu thủ       | Ngày sinh và tuổi           | Câu lạc bộ            |
| --- | ------ | ------------- | --------------------------- | --------------------- |
| 1   | TM     | Choe Kyong-im | 15 tháng 7, 1993 (19 tuổi)  | Thành phố Bình Nhưỡng |
| 2   | HV     | Kim Nam-hui   | 4 tháng 3, 1994 (18 tuổi)   | 25 tháng 4            |
| 3   | TV     | Ri Yong-mi    | 8 tháng 5, 1993 (19 tuổi)   | Amrokgang             |
| 4   | HV     | Kim Un-ha     | 23 tháng 3, 1993 (19 tuổi)  | Sobaeksu              |
| 5   | HV     | Yun Song-mi   | 28 tháng 1, 1992 (20 tuổi)  | Thành phố Bình Nhưỡng |
| 6   | HV     | Ryu Un-jong   | 20 tháng 4, 1992 (20 tuổi)  | Rimyongsu             |
| 7   | TV     | Kim Un-ju     | 6 tháng 6, 1992 (20 tuổi)   | 25 tháng 4            |
| 8   | TV     | Jon Myong-hwa | 9 tháng 8, 1993 (19 tuổi)   | 25 tháng 4            |
| 9   | HV     | Pak Kyong-mi  | 8 tháng 4, 1993 (19 tuổi)   | 25 tháng 4            |
| 10  | TĐ     | Yun Hyon-hi   | 9 tháng 9, 1992 (19 tuổi)   | 25 tháng 4            |
| 11  | TĐ     | Kim Un-hwa    | 30 tháng 9, 1992 (19 tuổi)  | Wolmido               |
| 12  | TV     | Kim Un-Hyang  | 26 tháng 8, 1993 (18 tuổi)  | 25 tháng 4            |
| 13  | TV     | O Hui-sun (c) | 22 tháng 11, 1993 (18 tuổi) | Sobaeksu              |
| 14  | HV     | Pong Son-hwa  | 18 tháng 2, 1993 (19 tuổi)  | Thành phố Bình Nhưỡng |
| 15  | HV     | Ri Nam-sil    | 13 tháng 2, 1994 (18 tuổi)  | Sobaeksu              |
| 16  | TV     | Ri Hyang-hui  | 30 tháng 9, 1992 (19 tuổi)  | 25 tháng 4            |
| 17  | TĐ     | Kwon Song-hwa | 5 tháng 2, 1992 (20 tuổi)   | 25 tháng 4            |
| 18  | TM     | O Chang-ran   | 5 tháng 9, 1992 (19 tuổi)   | Mangyongbong          |
| 19  | TV     | Yu Jong-im    | 6 tháng 12, 1993 (18 tuổi)  | Amrokgang             |
| 20  | TV     | Kim Su-gyong  | 4 tháng 1, 1995 (17 tuổi)   | 25 tháng 4            |
| 21  | TM     | Kim Chol-ok   | 15 tháng 10, 1994 (17 tuổi) | 25 tháng 4            |

### Na Uy
Huấn luyện viên: Jarl Torske
| 0#0 | Vị trí | Cầu thủ                      | Ngày sinh và tuổi           | Câu lạc bộ     |
| --- | ------ | ---------------------------- | --------------------------- | -------------- |
| 1   | TM     | Nora Gjøen                   | 20 tháng 2, 1992 (20 tuổi)  | Sandviken      |
| 2   | HV     | Anja Sønstevold              | 21 tháng 6, 1992 (20 tuổi)  | Kolbotn        |
| 3   | HV     | Ingrid Søndenå               | 20 tháng 12, 1993 (18 tuổi) | Røa            |
| 4   | HV     | Ida Aardalen                 | 27 tháng 7, 1993 (19 tuổi)  | Sarpsborg 08   |
| 5   | HV     | Anette Tengesdal             | 28 tháng 4, 1992 (20 tuổi)  | Klepp          |
| 6   | TV     | Maria Thorisdottir           | 5 tháng 6, 1993 (19 tuổi)   | Klepp          |
| 7   | TV     | Andrine Hegerberg            | 6 tháng 6, 1993 (19 tuổi)   | Stabæk         |
| 8   | TV     | Caroline Hansen              | 18 tháng 2, 1995 (17 tuổi)  | Stabæk         |
| 9   | TĐ     | Ada Hegerberg                | 10 tháng 7, 1995 (17 tuổi)  | Stabæk         |
| 10  | TĐ     | Melissa Bjånesøy             | 18 tháng 4, 1992 (20 tuổi)  | Sandviken      |
| 11  | TĐ     | Kristine Wigdahl Hegland (c) | 8 tháng 8, 1992 (20 tuổi)   | Arna-Bjørnar   |
| 12  | TM     | Ane Fimreite                 | 7 tháng 7, 1993 (19 tuổi)   | Arna-Bjørnar   |
| 13  | HV     | Ingrid Bakke                 | 3 tháng 9, 1994 (17 tuổi)   | Stabæk         |
| 14  | HV     | Maren Knudsen                | 24 tháng 7, 1993 (19 tuổi)  | Sandviken      |
| 15  | HV     | Ina Skaug                    | 2 tháng 4, 1992 (20 tuổi)   | Stabæk         |
| 16  | TV     | Cathrine Dekkerhus           | 17 tháng 9, 1992 (19 tuổi)  | Stabæk Fotball |
| 17  | TV     | Guro Reiten                  | 26 tháng 7, 1994 (18 tuổi)  | Kattem         |
| 18  | HV     | Stine Reinås                 | 15 tháng 7, 1994 (18 tuổi)  | Kattem         |
| 18  | TĐ     | Andrea Thun                  | 27 tháng 6, 1994 (18 tuổi)  | Sarpsborg 08   |
| 20  | TĐ     | Emilie Haavi                 | 16 tháng 6, 1992 (20 tuổi)  | Røa            |
| 21  | TM     | Hilde Olsen                  | 2 tháng 3, 1992 (20 tuổi)   | Klepp          |

## Bảng D

### Đức
Huấn luyện viên: Maren Meinert
| 0#0 | Vị trí | Cầu thủ                 | Ngày sinh và tuổi           | Câu lạc bộ             |
| --- | ------ | ----------------------- | --------------------------- | ---------------------- |
| 1   | TM     | Laura Benkarth          | 14 tháng 10, 1992 (19 tuổi) | SC Freiburg            |
| 2   | HV     | Leonie Maier            | 29 tháng 9, 1992 (19 tuổi)  | SC 07 Bad Neuenahr     |
| 3   | HV     | Carolin Simon           | 24 tháng 11, 1992 (19 tuổi) | VfL Wolfsburg          |
| 4   | HV     | Jennifer Cramer         | 24 tháng 2, 1993 (19 tuổi)  | 1. FFC Turbine Potsdam |
| 5   | HV     | Luisa Wensing           | 8 tháng 2, 1993 (19 tuổi)   | VfL Wolfsburg          |
| 6   | TV     | Kathrin Hendrich        | 6 tháng 4, 1992 (20 tuổi)   | Bayer 04 Leverkusen    |
| 7   | TV     | Annabel Jäger           | 6 tháng 1, 1994 (18 tuổi)   | VfL Wolfsburg          |
| 8   | TV     | Melanie Leupolz         | 14 tháng 4, 1994 (18 tuổi)  | SC Freiburg            |
| 9   | TĐ     | Nicole Rolser           | 7 tháng 2, 1992 (20 tuổi)   | SC 07 Bad Neuenahr     |
| 10  | TĐ     | Ramona Petzelberger (c) | 13 tháng 11, 1992 (19 tuổi) | Bayer 04 Leverkusen    |
| 11  | TĐ     | Lena Lotzen             | 11 tháng 9, 1993 (18 tuổi)  | FC Bayern München      |
| 12  | TM     | Meike Kämper            | 23 tháng 4, 1994 (18 tuổi)  | FCR 2001 Duisburg      |
| 13  | HV     | Sophie Howard           | 17 tháng 9, 1993 (18 tuổi)  | Central Florida        |
| 14  | TĐ     | Dzsenifer Marozsán      | 18 tháng 4, 1992 (20 tuổi)  | 1. FFC Frankfurt       |
| 15  | TV     | Karoline Heinze         | 15 tháng 10, 1993 (18 tuổi) | FF USV Jena            |
| 16  | TV     | Anja Hegenauer          | 9 tháng 12, 1992 (19 tuổi)  | SC Freiburg            |
| 17  | HV     | Katharina Leiding       | 17 tháng 3, 1994 (18 tuổi)  | SG Essen-Schönebeck    |
| 18  | TV     | Silvana Chojnowski      | 17 tháng 4, 1994 (18 tuổi)  | 1. FFC Frankfurt       |
| 19  | TV     | Marie Pyko              | 8 tháng 8, 1993 (19 tuổi)   | SC 07 Bad Neuenahr     |
| 20  | TV     | Lina Magull             | 15 tháng 8, 1994 (18 tuổi)  | VfL Wolfsburg          |
| 21  | TM     | Anke Preuß              | 22 tháng 9, 1992 (19 tuổi)  | TSG 1899 Hoffenheim    |

### Ghana
Huấn luyện viên: Robert Sackey
| 0#0 | Vị trí | Cầu thủ               | Ngày sinh và tuổi           | Câu lạc bộ                 |
| --- | ------ | --------------------- | --------------------------- | -------------------------- |
| 1   | TM     | Patricia Mantey       | 27 tháng 9, 1992 (19 tuổi)  | Mawuena Ladies             |
| 2   | HV     | Rebecca Asante        | 16 tháng 10, 1994 (17 tuổi) | Vodafone Ladies            |
| 3   | HV     | Grace Adams           | 2 tháng 11, 1995 (16 tuổi)  | Ghana Post Ladies          |
| 4   | HV     | Cynthia Yiadom        | 25 tháng 12, 1994 (17 tuổi) | Fabulous Ladies            |
| 5   | HV     | Rosemary Ampem        | 27 tháng 8, 1992 (19 tuổi)  | Ash Town Ladies            |
| 6   | TV     | Mercy Myles (c)       | 2 tháng 5, 1992 (20 tuổi)   | Nungua Ladies              |
| 7   | HV     | Linda Addai           | 12 tháng 12, 1995 (16 tuổi) | Soccer Intellectual Ladies |
| 8   | TV     | Elizabeth Addo        | 1 tháng 9, 1993 (18 tuổi)   | Athleta Ladies             |
| 9   | TĐ     | Alice Danso           | 25 tháng 12, 1994 (17 tuổi) | Ghatel Ladies Accra        |
| 10  | TV     | Priscilla Saahene     | 24 tháng 7, 1992 (20 tuổi)  | Ash Town Ladies            |
| 11  | TV     | Deborah Afriyie       | 3 tháng 1, 1992 (20 tuổi)   | Oforikrom Ladies           |
| 12  | HV     | Janet Egyir           | 7 tháng 5, 1992 (20 tuổi)   | Hasaacas Ladies            |
| 13  | TV     | Jennifer Cudjoe       | 7 tháng 3, 1994 (18 tuổi)   | Hasaacas Ladies            |
| 14  | HV     | Faustina Ampah        | 30 tháng 11, 1996 (15 tuổi) | Ash Town Ladies            |
| 15  | TV     | Mary Essiful          | 22 tháng 6, 1993 (19 tuổi)  | Soccer Intellectual Ladies |
| 16  | TM     | Nana Asantewaa        | 28 tháng 12, 1993 (18 tuổi) | Faith Ladies               |
| 17  | TĐ     | Veronica Appiah       | 28 tháng 6, 1997 (15 tuổi)  | Ash Town Ladies            |
| 18  | TV     | Beatrice Sesu         | 27 tháng 11, 1995 (16 tuổi) | Ghana Post Ladies          |
| 19  | TĐ     | Candice Osei-Agyemang | 14 tháng 9, 1992 (19 tuổi)  | Northwest Nationals        |
| 20  | TĐ     | Florence Dadson       | 23 tháng 4, 1992 (20 tuổi)  | RMU Eagles                 |
| 21  | TM     | Margaret Otoo         | 1 tháng 9, 1993 (18 tuổi)   | Ghatel Ladies Accra        |

### Hoa Kỳ
Huấn luyện viên: Steve Swanson
| 0#0 | Vị trí | Cầu thủ            | Ngày sinh và tuổi           | Câu lạc bộ                |
| --- | ------ | ------------------ | --------------------------- | ------------------------- |
| 1   | TM     | Bryane Heaberlin   | 2 tháng 11, 1993 (18 tuổi)  | Bắc Carolina              |
| 2   | HV     | Mollie Pathman     | 1 tháng 7, 1992 (20 tuổi)   | Duke                      |
| 3   | HV     | Cari Roccaro       | 18 tháng 7, 1994 (18 tuổi)  | Albertson Fury            |
| 4   | HV     | Crystal Dunn       | 3 tháng 7, 1992 (20 tuổi)   | Bắc Carolina              |
| 5   | TĐ     | Maya Hayes         | 26 tháng 3, 1992 (20 tuổi)  | Penn State                |
| 6   | TV     | Morgan Brian       | 26 tháng 2, 1993 (19 tuổi)  | Virginia                  |
| 7   | TĐ     | Kealia Ohai        | 31 tháng 1, 1992 (20 tuổi)  | Bắc Carolina              |
| 8   | HV     | Julie Johnston (c) | 6 tháng 4, 1992 (20 tuổi)   | Santa Clara               |
| 9   | TĐ     | Chioma Ubogagu     | 10 tháng 9, 1992 (19 tuổi)  | Stanford                  |
| 10  | TV     | Vanessa DiBernardo | 15 tháng 5, 1992 (20 tuổi)  | Illinois                  |
| 11  | TĐ     | Becca Wann         | 16 tháng 8, 1992 (20 tuổi)  | Richmond                  |
| 12  | TĐ     | Katie Stengel      | 29 tháng 2, 1992 (20 tuổi)  | Wake Forest               |
| 13  | TV     | Samantha Mewis     | 9 tháng 10, 1992 (19 tuổi)  | UCLA                      |
| 14  | TV     | Mandy Laddish      | 13 tháng 5, 1992 (20 tuổi)  | Notre Dame                |
| 15  | HV     | Kassey Kallman     | 6 tháng 5, 1992 (20 tuổi)   | Florida State             |
| 16  | TV     | Sarah Killion      | 27 tháng 7, 1992 (20 tuổi)  | UCLA                      |
| 17  | TV     | Taylor Schram      | 14 tháng 6, 1992 (20 tuổi)  | Penn State                |
| 18  | TM     | Abby Smith         | 4 tháng 10, 1993 (18 tuổi)  | Dallas Texans Soccer Club |
| 19  | HV     | Stephanie Amack    | 23 tháng 12, 1994 (17 tuổi) | Mustang Blast             |
| 20  | TĐ     | Kelly Cobb         | 26 tháng 8, 1992 (19 tuổi)  | Duke                      |
| 21  | TM     | Jami Kranich       | 27 tháng 5, 1992 (20 tuổi)  | Villanova                 |

### Trung Quốc
Huấn luyện viên: Ân Thiết Sinh
| 0#0 | Vị trí | Cầu thủ           | Ngày sinh và tuổi          | Câu lạc bộ            |
| --- | ------ | ----------------- | -------------------------- | --------------------- |
| 1   | TM     | Thẩm Lệ           | 28 tháng 7, 1992 (20 tuổi) | Thượng Hải            |
| 2   | HV     | Ngô Hải Yến       | 26 tháng 2, 1993 (19 tuổi) | Triết Giang Hàng Châu |
| 3   | HV     | Vương Doanh Doanh | 15 tháng 9, 1992 (19 tuổi) | Thượng Hải            |
| 4   | HV     | La Quế Bình       | 20 tháng 4, 1993 (19 tuổi) | Quảng Đông Hải Ấn     |
| 5   | HV     | Lưu Sam Sam       | 16 tháng 3, 1992 (20 tuổi) | Hà Bắc Thể Thái       |
| 6   | HV     | Hoàng Y Nỉ        | 20 tháng 1, 1993 (19 tuổi) | Thượng Hải            |
| 7   | TV     | Trương Hinh       | 23 tháng 5, 1992 (20 tuổi) | Thượng Hải            |
| 8   | TĐ     | Trương Cật Lệ     | 4 tháng 1, 1993 (19 tuổi)  | Thượng Hải            |
| 9   | TĐ     | Lý Oánh           | 7 tháng 1, 1993 (19 tuổi)  | Triết Giang Hàng Châu |
| 10  | TV     | Tống Tư Tranh (c) | 17 tháng 1, 1992 (20 tuổi) | Giang Tô Hoa Thái     |
| 11  | TĐ     | Diêu Song Yến     | 13 tháng 8, 1992 (20 tuổi) | Giang Tô Hoa Thái     |
| 12  | TM     | Thái Văn Phi      | 18 tháng 8, 1993 (19 tuổi) | Bát Nhất Tương Đàm    |
| 13  | TV     | Hàn Giai Viên     | 8 tháng 9, 1993 (18 tuổi)  | Bát Nhất Tương Đàm    |
| 14  | HV     | Su Xin            | 18 tháng 2, 1993 (19 tuổi) | Bắc Kinh Bát Hỷ       |
| 15  | TV     | Vương Đình Đình   | 18 tháng 2, 1992 (20 tuổi) | Sơn Đông Hoàng Minh   |
| 16  | TV     | Triệu Hâm Địch    | 8 tháng 1, 1995 (17 tuổi)  | Đại Liên Thực Đức     |
| 17  | HV     | Lâm Vũ Bình       | 28 tháng 2, 1992 (20 tuổi) | Bát Nhất Tương Đàm    |
| 18  | TV     | Vương Sương       | 23 tháng 1, 1995 (17 tuổi) | Đại học Vũ Hán        |
| 19  | TV     | Mu Yunrui         | 8 tháng 6, 1992 (20 tuổi)  | Thiên Tân Hối Sâm     |
| 20  | TĐ     | Thẩm Lê Lê        | 13 tháng 7, 1992 (20 tuổi) | Hà Bắc Thể Thái       |
| 21  | TM     | Hạ Đình Đình      | 4 tháng 11, 1993 (18 tuổi) | Bắc Kinh Bát Hỷ       |